# 1455
| 1455               |
| ------------------ |
| Dødsfald - Fødsler |
| • Begivenheder     |

| Gregoriansk kalender | 1455 MCDLV              |
| Ab urbe condita      | 2208                    |
| Armensk kalender     | 904 ԹՎ ՋԴ               |
| Kinesiske kalender   | 4151 – 4152 甲戌 – 乙亥 |
| Etiopisk kalender    | 1447 – 1448             |
| Jødisk kalender      | 5215 – 5216             |
| Hindukalendere       |                         |
| - Vikram Samvat      | 1510 – 1511             |
| - Shaka Samvat       | 1377 – 1378             |
| - Kali Yuga          | 4556 – 4557             |
| Iransk kalender      | 833 – 834               |
| Islamisk kalender    | 859 – 860               |

Konge i Danmark: Christian 1. 1448-1481
Se også 1455 (tal)

## Begivenheder
- Gutenbergs bibel udgives som den første maskinelt masseproducerede bog i verden
- Tyske købmænd myrder lensmanden og biskoppen i Bergen

## Født
- 2. februar – Kong Hans, konge af Danmark fra 1482 (død 1513)